# Саид Мустафов
Саид Шерифов Мустафов е български състезател по борба свободен стил от турски произход.

## Биография
Роден е на 13 март 1933 година в село Коноп, Османпазарско. На летните олимпийски игри в Токио печели бронзов медал в категория до 97 кг.